# Albert Ramassamy
Pour les articles homonymes, voir Ramassamy.
Albert Ramassamy, né le 13 novembre 1923 à Saint-André (La Réunion) et mort le 4 novembre 2018 à Saint-Denis (La Réunion), est un homme politique français. Membre du Parti socialiste (PS), il est sénateur de 1983 à 1992.

## Biographie
Albert Ramassamy est un brillant élève du collège de Saint-André. Ses enseignants l'encouragent à aller au lycée Leconte-de-Lisle. Il sera accueilli par des invectives comme massalé dehors, des crachats et des brutalités. Il ne reste au lycée qu'une semaine puis s'inscrit au cours normal, seule voie autorisée aux bons élèves de milieux modestes de la colonie, afin de se préparer au métier d'instituteur.
Albert Ramassamy est instituteur de profession au lycée à Saint-Benoît puis proviseur au lycée Leconte-de-Lisle.
En 1953, il compte parmi les premiers adhérents réunionnais de la Section française de l'Internationale ouvrière (SFIO).
En 1969, il interprète le curé de l'église Sainte-Anne dans La Sirène du Mississipi de François Truffaut.
Il est élu au Sénat le 25 septembre 1983, après être entré au conseil régional de La Réunion la même année. Il est membre de la commission des Lois constitutionnelles, de législation, du suffrage universel, du Règlement et d'administration générale. Il n'est pas réélu lors des élections sénatoriales de 1992.

## Œuvres
Albert Ramassamy est également auteur de livres :
- La Réunion : décolonisation et intégration, 1987 (OCLC 492952088) ;
- La Réunion face à l'avenir, 1973 (OCLC 492951767) ;
- La Réunion : les problèmes posés par l'intégration, 1973 (OCLC 492933221).

## Décorations
- Officier de l'ordre national du Mérite (1994)[8].
- Chevalier de la Légion d'honneur (1998)[9].

### Filmographie
- Albert Ramassamy, l’homme qui marche de Christian Beguinet, mars 2013, documentaire[10],[11]